# Palline micramyla
Palline micramyla é uma espécie de gastrópode da família Charopidae.
É endémica de Micronésia.